# Condor
Condorul pasăre răpitoare din familia (Cathartidae) este numele dat la două specii de vulturi, ambele în genuri diferite, cu capul și cu gâtul golaș, complet muți, care trăiesc în munții Anzi, America de Sud și America de Nord. Ei sunt:
- condorul de Anzi (Vultur gryphus);
- condorul californian (Gymnogyps californianus).

## Taxonomie
Condorii fac parte din familia Cathartidae, care conține vulturi din Lumea Nouă, în timp ce cele 15 specii de vulturi din Lumea Veche sunt în familia Accipitridae, care include șoimi și vulturi. Vulturii din Lumea Nouă și Lumea Veche au evoluat din strămoși diferiți. Ambii sunt mâncători de stârvuri și cele două grupuri sunt similare ca aspect datorită evoluției convergente.
Fiecare specie aparține de un gen taxonomic monotipic aparte. Aceste date au fost confirmate de separea secvențelor de ADN, realizate de echipa de cercetători sub conducerea lui Hackett, rezultatul acestor cerecetări se poate observa în schema de mai jos:
|  | Pasărea secretar (Sagittariidae)                                                      |
|  |                                                                                       |
|  | \| \| Vulturul pescar (Pandionidae) \| \| \| \| \| \| Uliu (Accipitridae) \| \| \| \| |
|  |                                                                                       |
|  | Vulturul pescar (Pandionidae)                                                         |
|  |                                                                                       |
|  | Uliu (Accipitridae)                                                                   |
|  |                                                                                       |

|  | Vulturul pescar (Pandionidae) |
|  |                               |
|  | Uliu (Accipitridae)           |
|  |                               |

|  | Pasărea secretar (Sagittariidae)                                                      |
|  |                                                                                       |
|  | \| \| Vulturul pescar (Pandionidae) \| \| \| \| \| \| Uliu (Accipitridae) \| \| \| \| |
|  |                                                                                       |
|  | Vulturul pescar (Pandionidae)                                                         |
|  |                                                                                       |
|  | Uliu (Accipitridae)                                                                   |
|  |                                                                                       |

|  | Vulturul pescar (Pandionidae) |
|  |                               |
|  | Uliu (Accipitridae)           |
|  |                               |

## Informații generale

### Dimensiuni și durata vieții
Condorul are lungimea de 1 - 1,5 m și anvergura aripilor de 2,9 - 3,5 m, potrivit unor date, chiar 4 metri. Adulții cântăresc 10 - 15 kg. Durata medie de viață atinge 50 de ani.

### Reproducere
Condorii se împerechează anual. Femelele depun un singur ou în luna iulie, iar perioada de incubație durează de la 54 la 58 de zile, timp în care de ou au grijă ambii părinți.

### Hrănire
Condorii se hrănesc de obicei cu hoituri, iar când acestea lipsesc, răpesc și animale nou-născute.

## Probleme de ordin ecologic
Considerat cea mai mare pasăre de pe Pământ, Condorul de Anzi este considerat un simbol de putere și vitalitate. Contrar acestui simbol, de sute de ani, condorul se luptă cu umanitatea pentru supraviețuire. Din cauza vânării excesive, defrișărilor și poluării, habitatul acestei specii de vulturi a fost redus semnificativ, ducând în 1973 la trecerea ei pe lista speciilor pe cale de dispariție. Contrar măsurilor luate in această direcție, se crede că populațiile de condori s-au redus simțitor în Venezuela, Ecuador și Peru. În unele surse, condorul apare ca specie dispărută. Totuși, alte surse sugerează că ar mai fi câteva sute de exemplare în viață, deși nu a fost văzut o lungă perioadă în libertate, considerându-se la un moment-dat specie dispărută definitiv. Se pare că în sfârșit după zeci de ani de încercări de a reduce șansele dispariției lor, datorită Parcului Zoologic Metroparks din Cleveland, Condorul de Anzi reușește cu eforturi foarte mari să revină și să-și sporească numărul de exemplare în captivitate și în libertate.

## Galerie

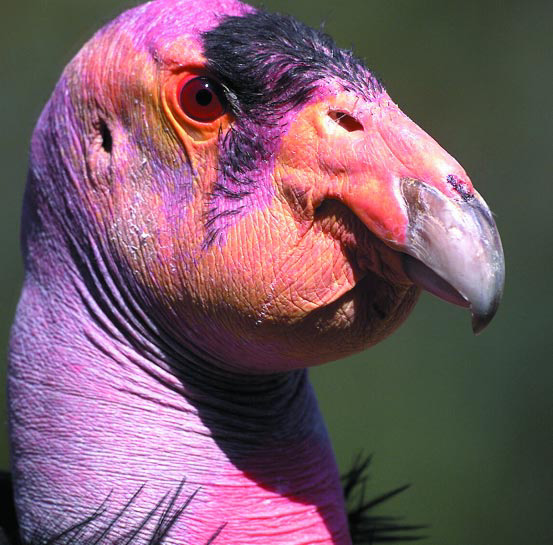
Cap de condor californian
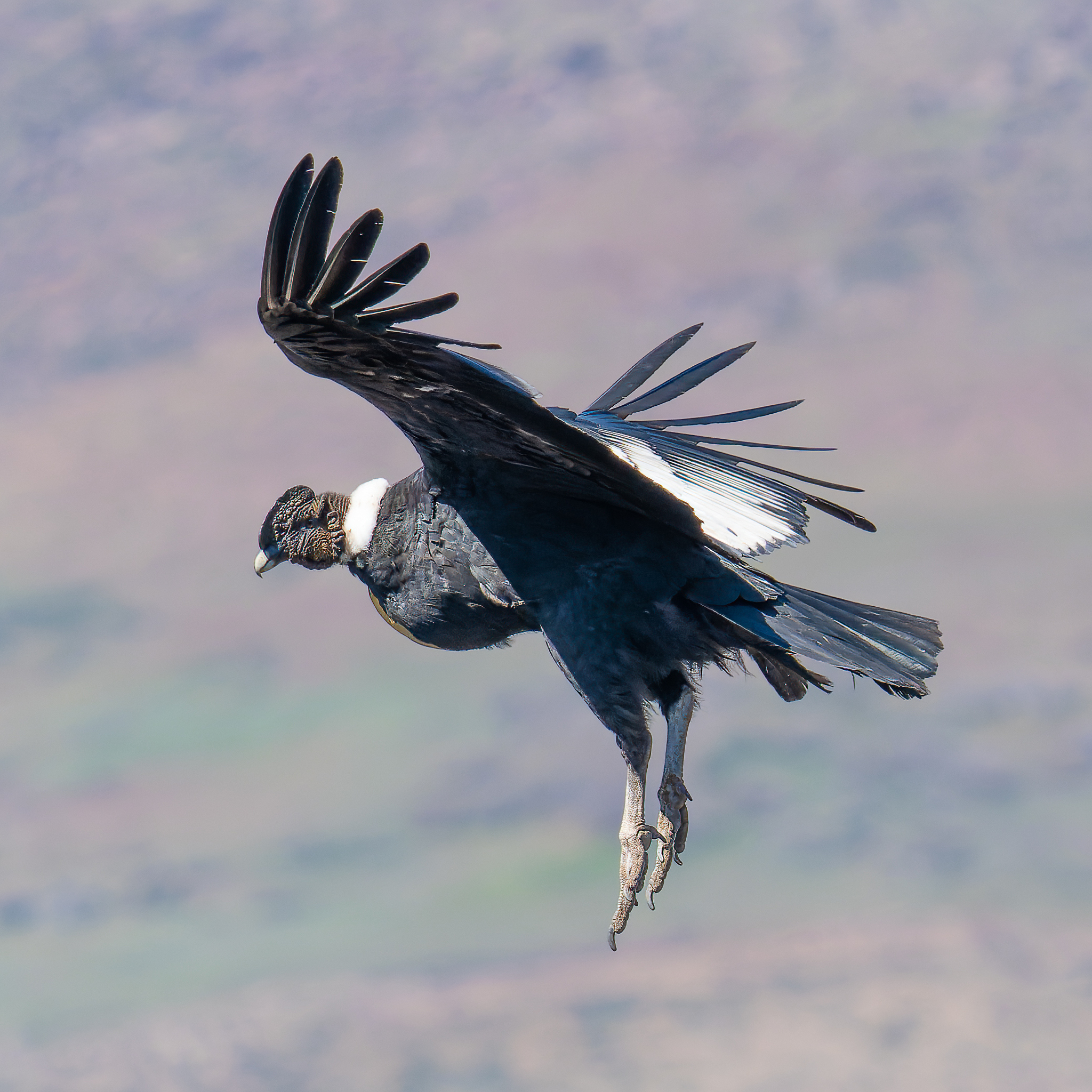
Condor andin
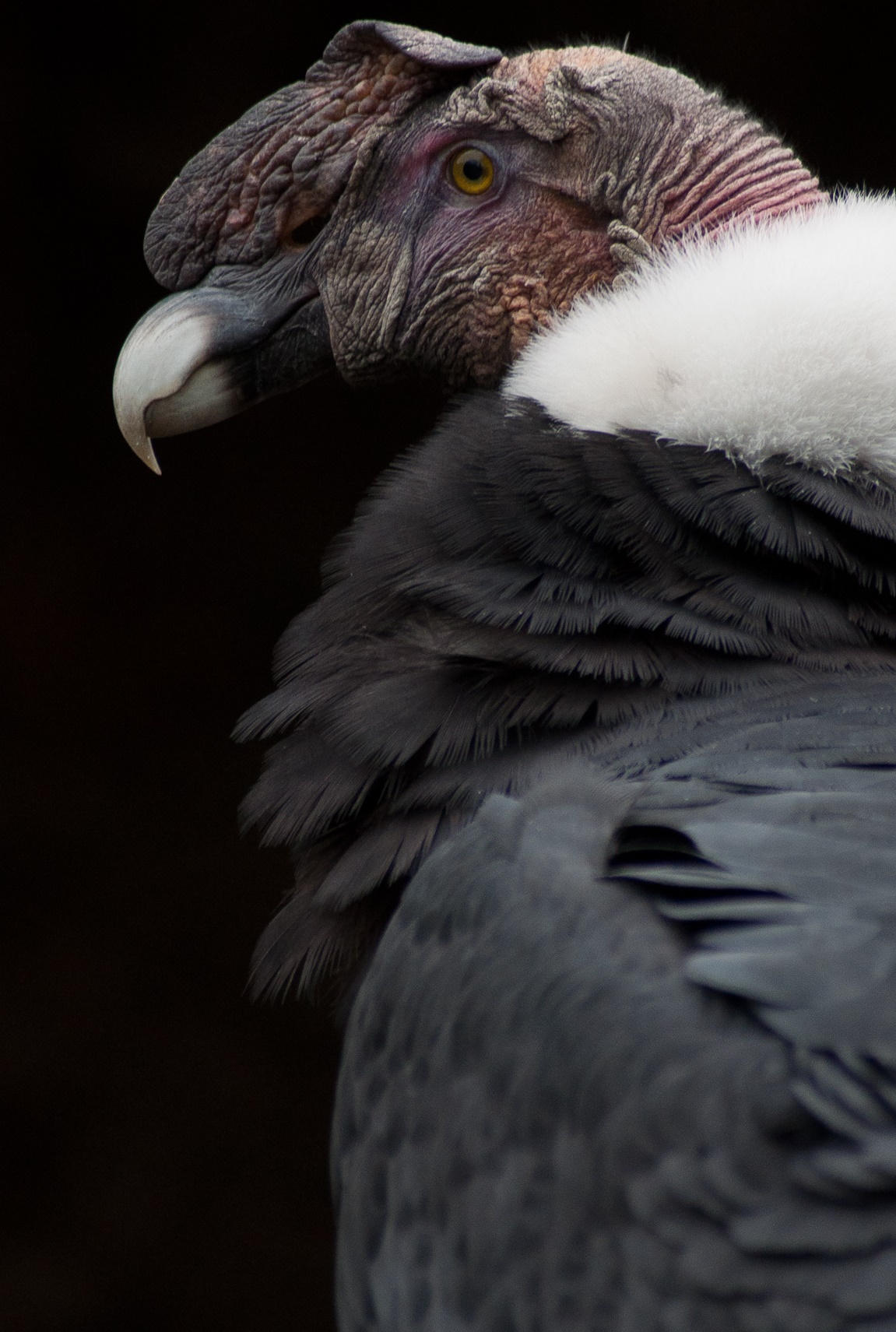
Mascul de condor andin
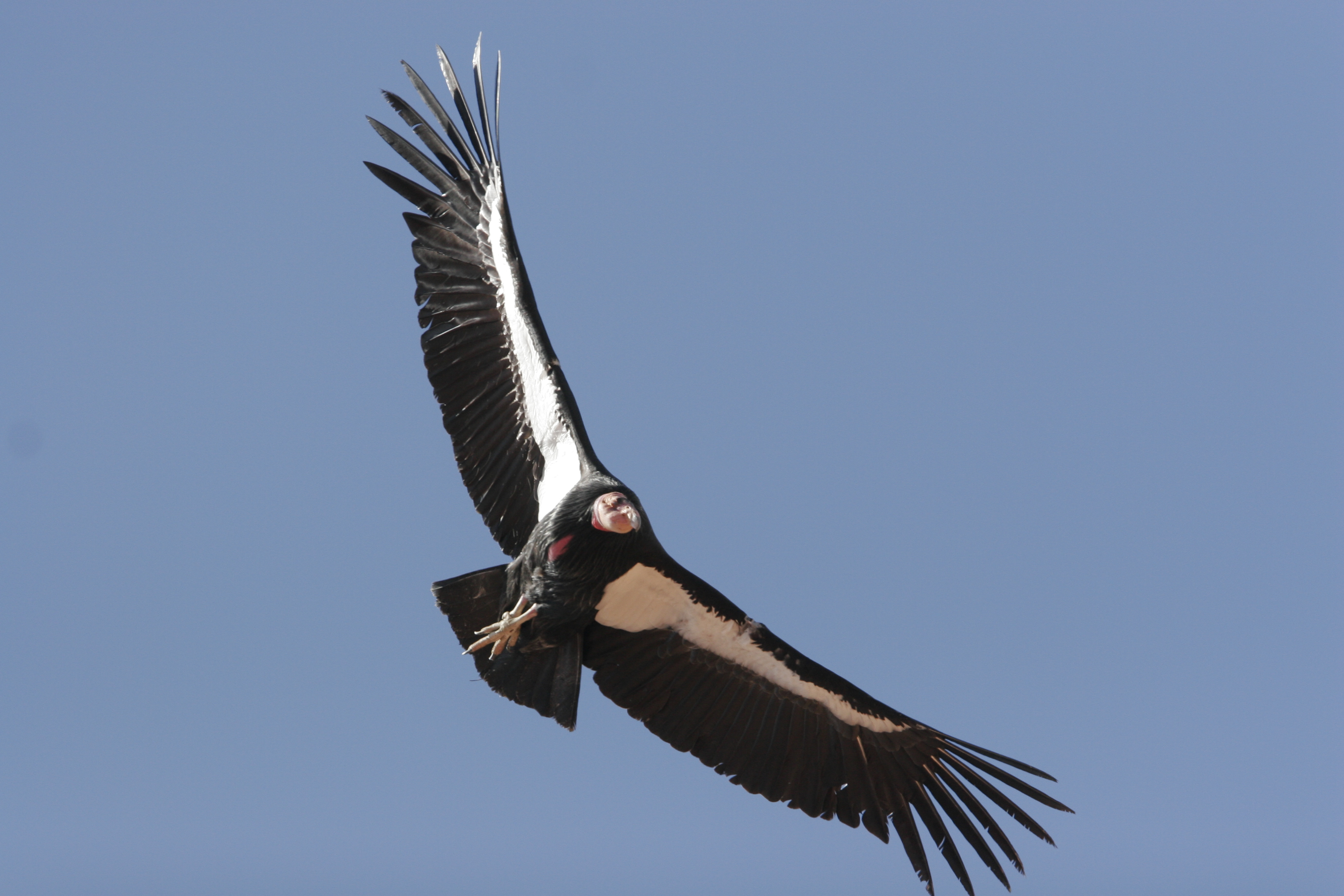
Condor californian în zbor